# Galium concatenatum
Galium concatenatum är en måreväxtart som beskrevs av Ernest Saint-Charles Cosson. Galium concatenatum ingår i släktet måror, och familjen måreväxter. Inga underarter finns listade i Catalogue of Life.